# Mosannona costaricensis
Mosannona costaricensis (R.E. Fr.) Chatrou – gatunek rośliny z rodziny flaszowcowatych (Annonaceae Juss.). Występuje endemicznie w Kostaryce. 

## Morfologia
PokrójZimozielone drzewo dorastające do 7 m wysokości.
LiścieMają eliptyczny kształt. Mierzą 16–23 cm długości oraz 4,5–7 cm szerokości. Nasada liścia jest od rozwartej do klinowej. Blaszka liściowa jest całobrzega o spiczastym wierzchołku. Ogonek liściowy jest nagi i dorasta do 4–7 mm długości.
KwiatySą pojedyncze, rozwijają się na szczytach pędów. Działki kielicha mają owalny kształt i dorastają do 2–4 mm długości. Płatki mają kształt od eliptycznego do owalnego, osiągają do 16–23 mm długości. Kwiaty mają około 100 pręcików i 75 owocolistków.
OwocePojedyncze o elipsoidalnym kształcie. Osiągają 12–13 mm długości.

## Biologia i ekologia
Rośnie w lasach. Występuje na wysokości do 500 m n.p.m.